# レオ7世 (ローマ教皇)
レオ7世（Leo VII, ? - 939年7月13日）は、第126代ローマ教皇（在位：936年1月3日 - 939年7月13日）。

## 生涯
出身はローマ。ベネディクト会の修道士で司祭、枢機卿を歴任した。935年に先代のヨハネス11世が死去したため、936年1月に教皇に選出された。
レオ7世はアルベリーコ2世（マロツィアが最初の夫との間に生まれた息子）の傀儡であり、実権はアルベリーコ2世が握っていた。アルベリーコ2世はイタリアの修道院制度の改革、クリュニー修道院長のオドンの招聘などを行なったりしている。939年7月13日、在位3年半ほどで死去した。